# 綠區 (巴格達)
33°18′27″N 44°23′25″E / 33.307577°N 44.390259°E

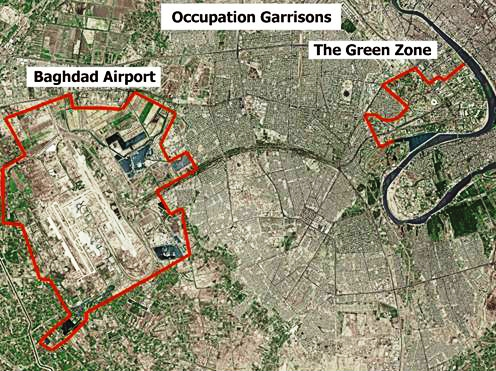
綠區(右)與巴格達國際機場(左)的空照圖

綠區（阿拉伯語：المنطقةالخضراء，al-minṭaqahal-ḫaḍrā）是巴格達國際區最常使用的名稱。 這是伊拉克巴格達中部卡爾卡區的一個10平方千米（3.9平方英里）的地區，是美國在2003年入侵伊拉克以來聯盟駐伊拉克臨時管理當局的政府中心。 伊拉克臨時政府所訂的官方名稱是國際區，但綠區仍然是最常用的術語。 對比的紅區指的是巴格達的外圍部分，或者寬鬆地指非現場軍事以外的所有無擔保地區。綠區和紅區兩個術語都屬於軍事術語，不過廣泛地在各種場合被使用著，除美國之外，包含英國與其他西方國家的大使館，美國大公司總部均坐落於綠區中。

## 歷史
綠區是位於伊拉克首都中心的一個重兵鎮守的區域，曾經是伊拉克政權的總部所在地，也是阿拉伯復興社會黨的行政中心。該地區最初並非政府官員住宅區，但設有多個軍事基地、政府部門和總統府，其中包括薩達姆·海珊和其家人居住的共和宮，是薩達姆·海珊主要的權力中心。該區域在2003年4月美國軍隊佔領巴格達期間經歷了一連串激烈的戰鬥。在美國入侵伊拉克之前，由於預期美軍將對該地區進行空中轟炸，薩達姆和許多高級居民都已疏散。隨著美軍接近巴格達，大多數剩餘的居民也因擔心被聯軍逮捕或遭受反對派伊拉克人的報復而逃離。一些沒有逃離的原居民繼續居住在該地區，但其中許多人也是非法占據者，稱其為「215公寓」。
戰鬥開始時聯軍的空襲導致巴格達市中心許多建築物被遺棄，隨後抵達的聯軍臨時管理當局認為這些建築物非常適合聯軍管理者使用。重建小組負責人傑伊·加納將他的總部設在了前共和宮，其他別墅則被政府官員和傭兵團佔領，最終約有五千名官員和傭兵團在該地區定居。這些被遺棄的建築物不僅對聯軍有吸引力，也吸引了無家可歸的伊拉克人。他們大多數是在戰爭前就無家可歸或居住在貧民窟的城市貧民，認為入住這些空置房屋能大大提高他們的生活水平。他們認為既然他們不是復興社會黨人，他們就有和聯軍當局一樣的權利佔領這些空置房屋。截至2009年，仍有大約五千名伊拉克人在綠區居住。
進出綠區的通道由一小支美軍部隊控制守衛著各個檢查站，此外還有一個由格魯吉亞共和國聯軍士兵組成的營也負責守衛進出綠區的檢查站。綠區完全被高混凝土爆破牆、T型牆和帶有刺铁丝网圍起來，只有通過少數幾個由聯軍控制的進入控制點才能進入，綠區的南部和東部由底格里斯河保護，阿爾巴塔什·塔姆茲橋（直譯：七月十四日橋）是從這一側進入綠區的唯一通道（以前政權上臺的日期命名）。
正是由於這種安全措施，綠區成為巴格達最安全的地區，俗稱“泡泡”。
綠區經常受到叛亂分子用迫擊炮和火箭炮的襲擊，但這些襲擊造成的傷亡很少。2004年10月，綠區遭到兩次自殺炸彈襲擊，摧毀了市集和綠區咖啡館。2007年4月12日，一枚炸彈在伊拉克國會餐廳爆炸，造成國民對話前線成員穆罕默德·阿瓦德死亡，22人受傷，其中包括一位副總統。從2008年復活節到2008年5月5日，綠區幾乎每天都遭受火箭和迫擊炮襲擊，造成許多平民和軍事人員傷亡。根據《今日美國》的一篇文章，火箭和迫擊炮襲擊的高比例來自薩德爾城。2008年4月6日，兩名美國士兵在綠區內遭到火箭或迫擊炮襲擊而死亡，另有17人受傷。2020年1月8日，兩枚喀秋莎火箭擊中綠區內部。
自從主權移交給伊拉克後，許多綠區設施已移交給新伊拉克政府，而綠區仍然是西方私人傭兵團的基地，也是美國、英國、澳大利亞和埃及大使館的所在地，如美國的常駐大使館位綠區南部，俯瞰底格里斯河。2009年1月1日，改稱國際區的綠區全部控制權皆已移交給伊拉克安全部隊，但該區仍然不對公眾開放。
2015年10月4日後綠區對公眾開放，但有一定限制；2018年12月10日，綠區的部分區域首次對公眾無限制開放。

## 照片

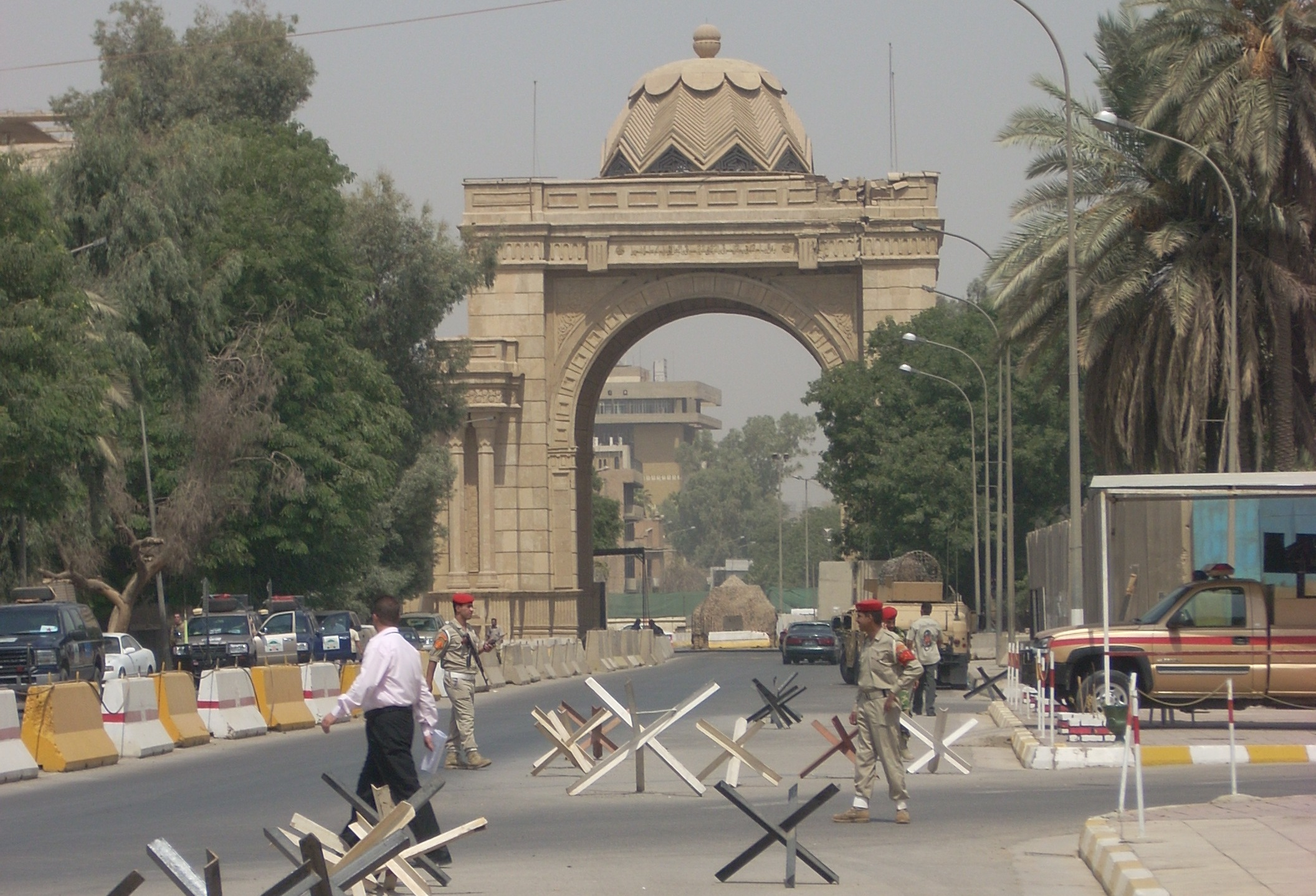
Assassins' Gate
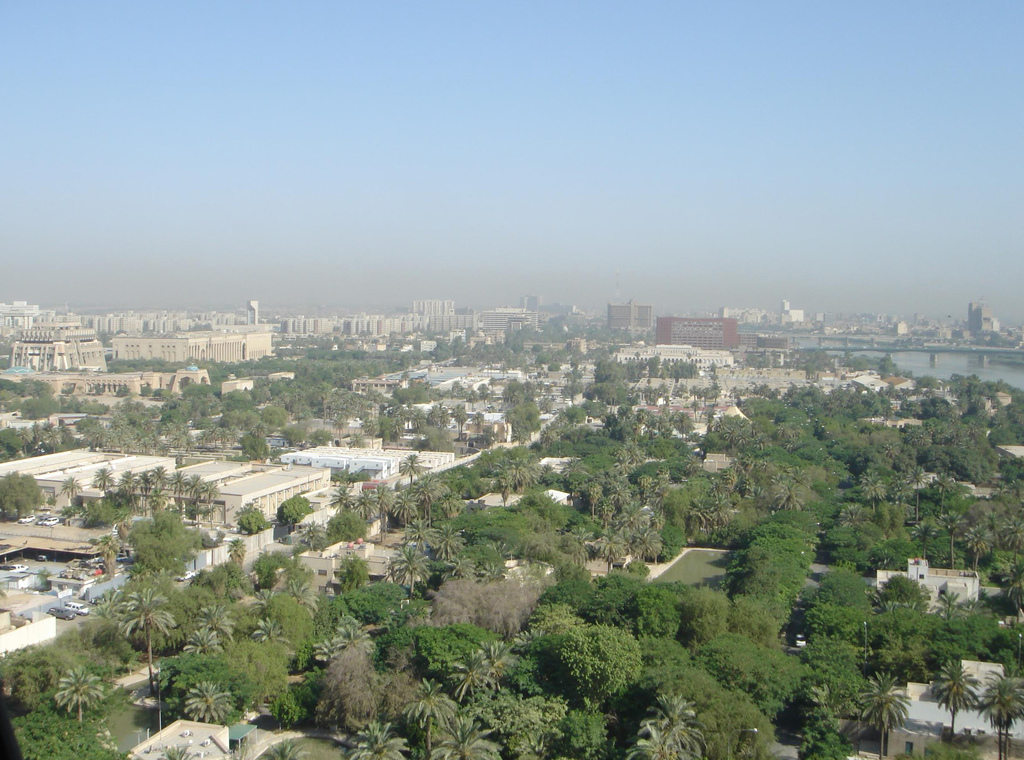
巴格达绿区
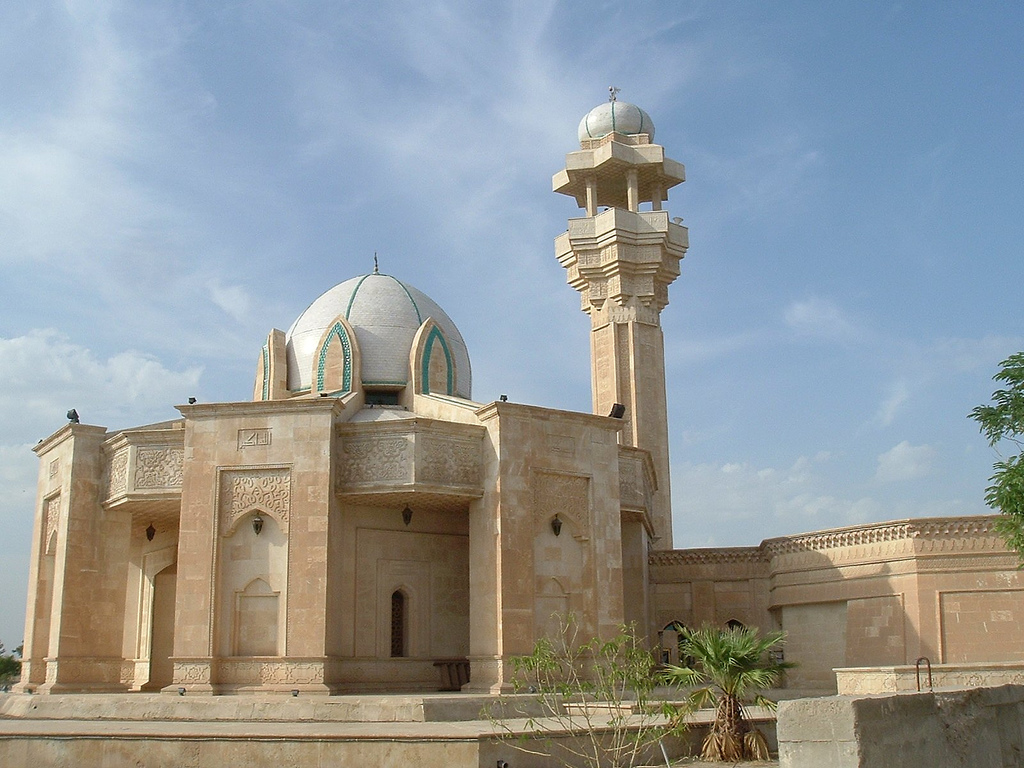
巴格达清真寺
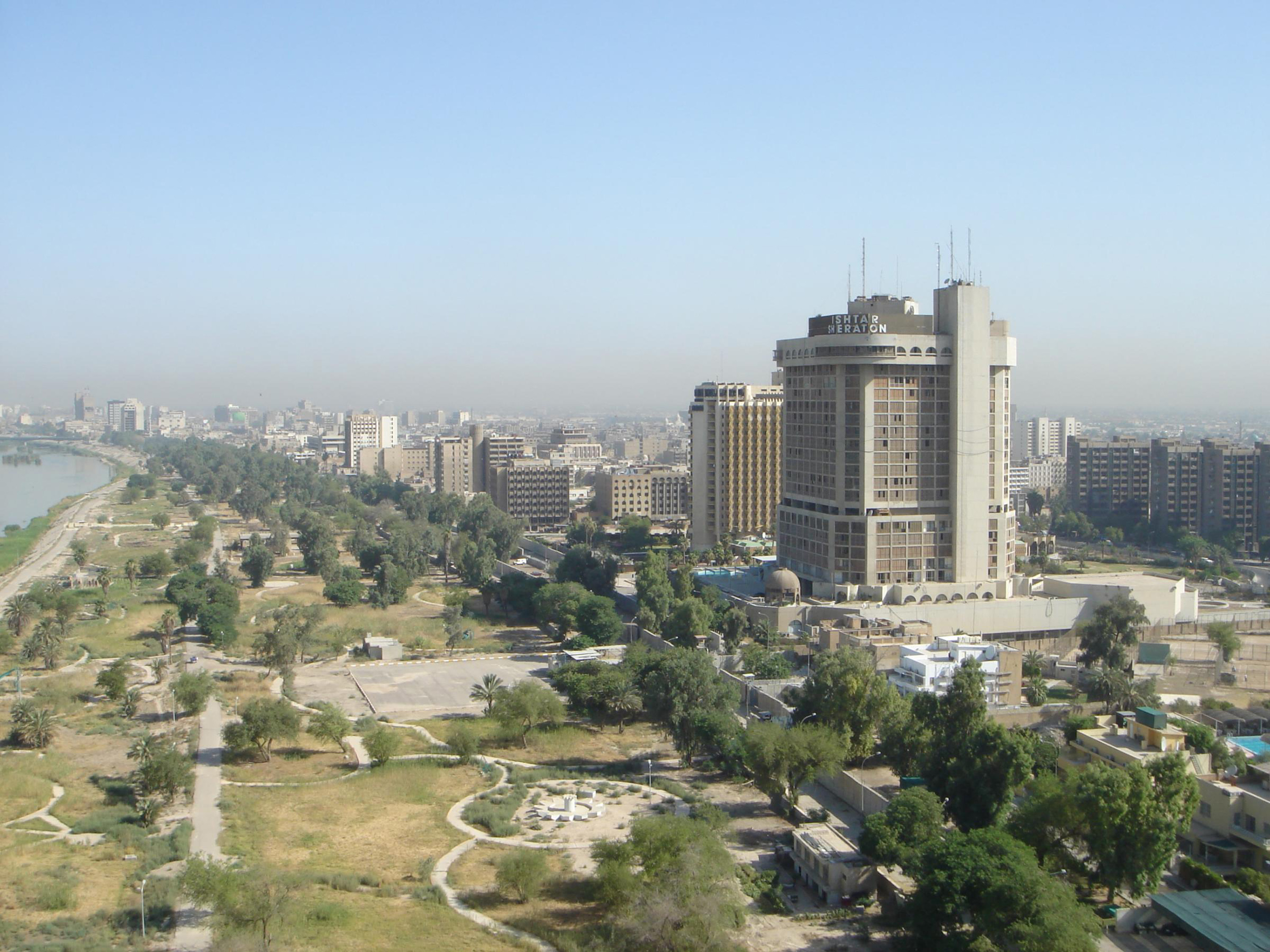
巴格达红区
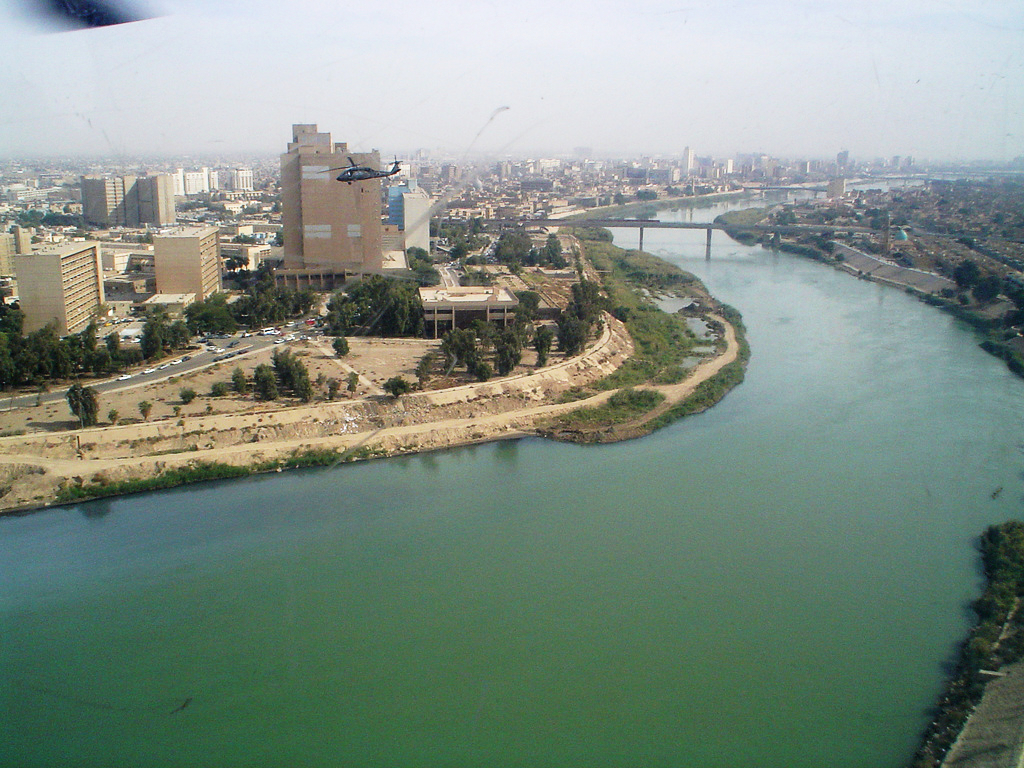
巴格达红区
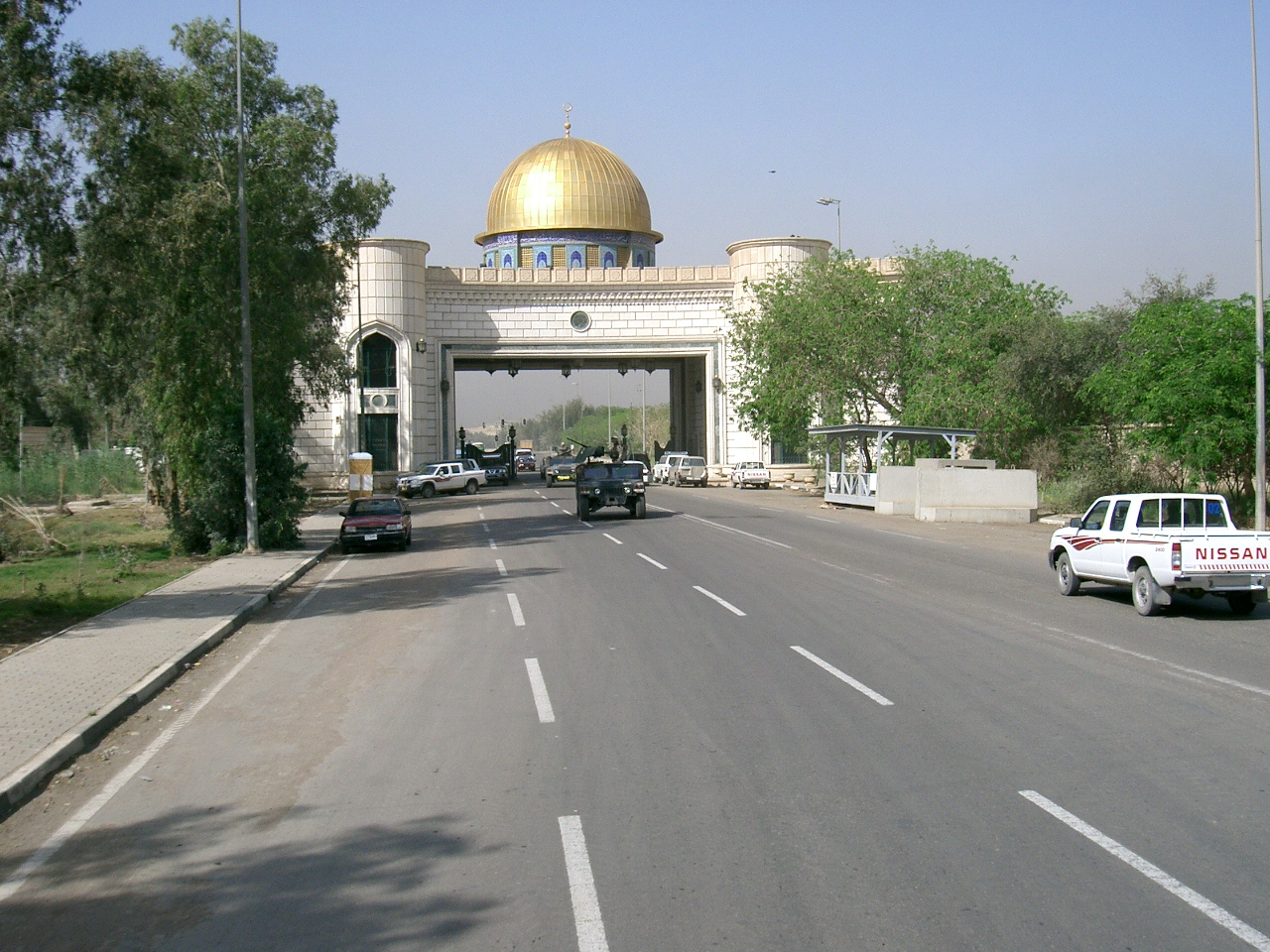
Gold Dome (or Golden Dome)
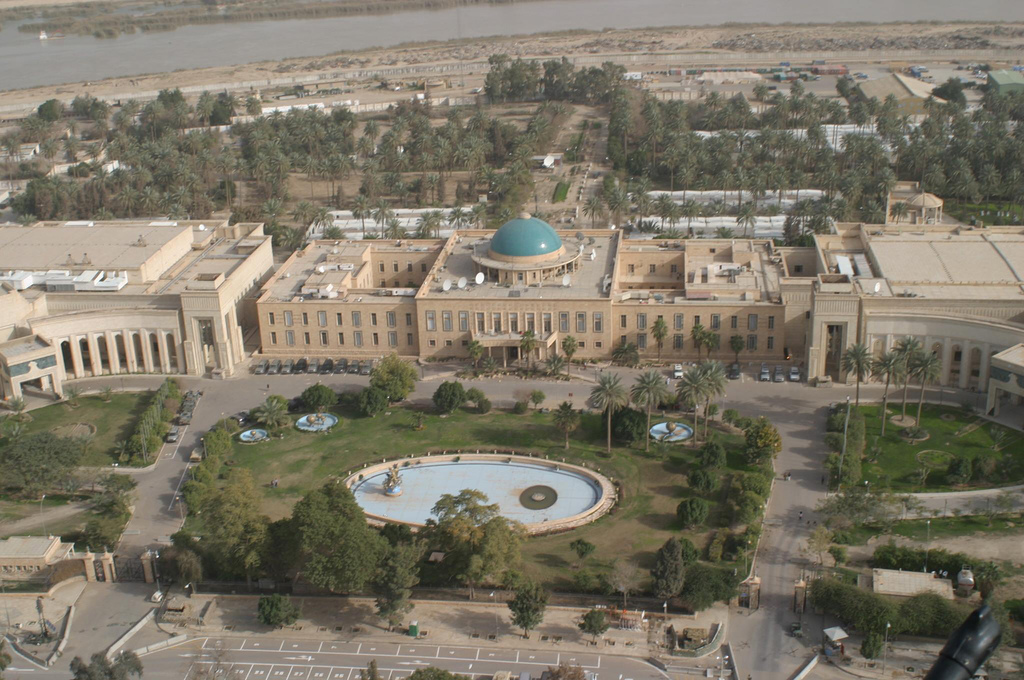
共和宫
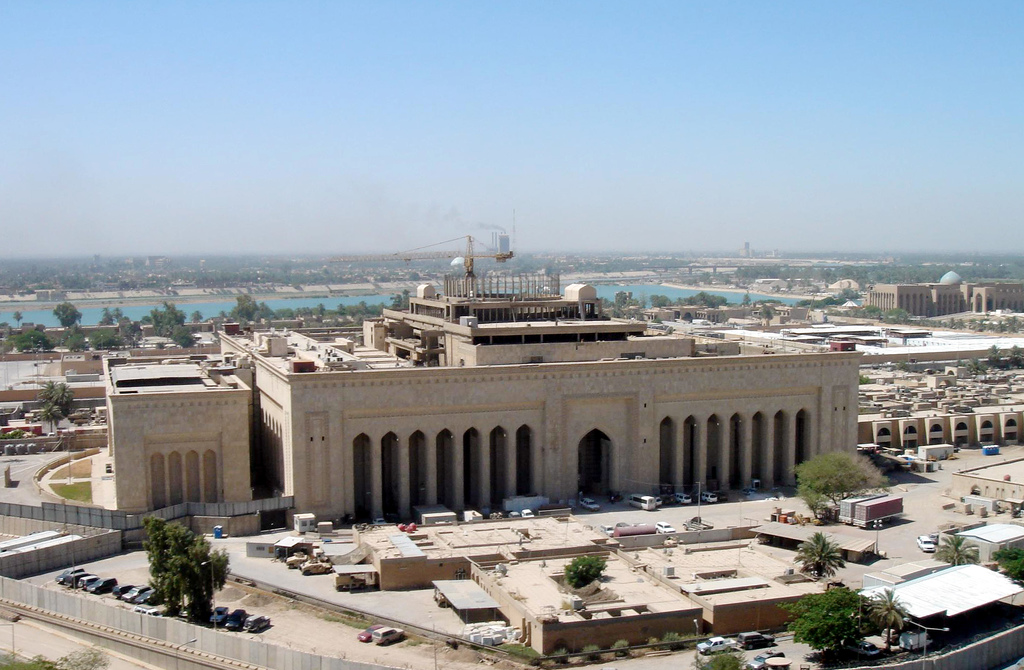
未完工的复兴党总部（萨达姆·侯赛因的审判地点）

## 外部連結
- Editorial: . The Common Ills.   [2017-06-02]. （原始内容存档于2017-07-03）.
- Interview (Transcript): Johnson, Nicholas ("Nick") (编). . Shadewhile.com. July 31, 2012  [2017-06-02]. （原始内容存档于2015-03-26）.
- Interview (Transcript): Rajiv Chandrasekaran. . Washington Post. September 18, 2006  [2017-06-02]. （原始内容存档于2016-11-17）.
- Interview (Video): . ScribeMedia.Org. December 20, 2006  [2017-06-02]. （原始内容存档于2007-01-02）.